# Pionono

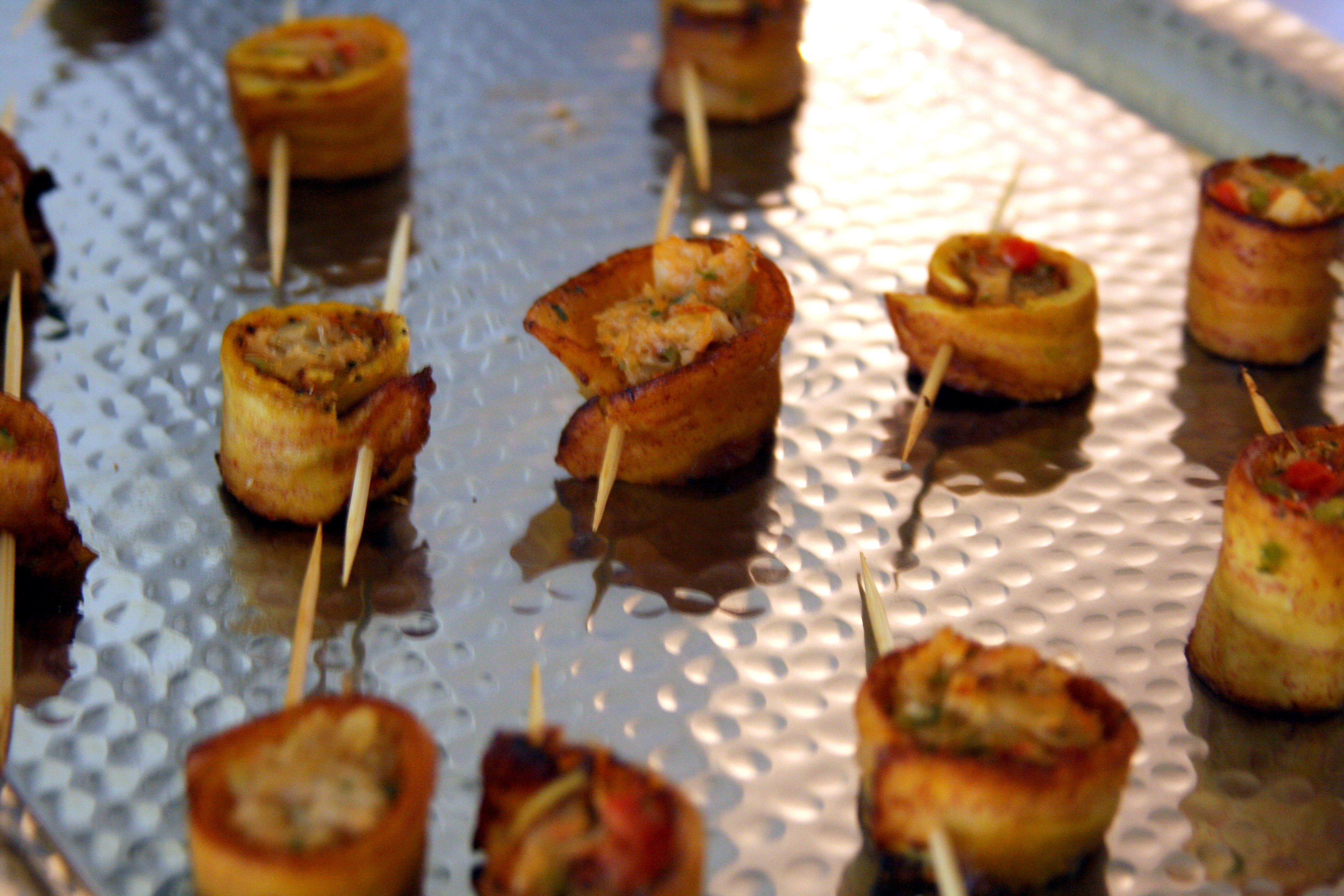
Piononos aus Kochbananen mit Krabbenfleisch

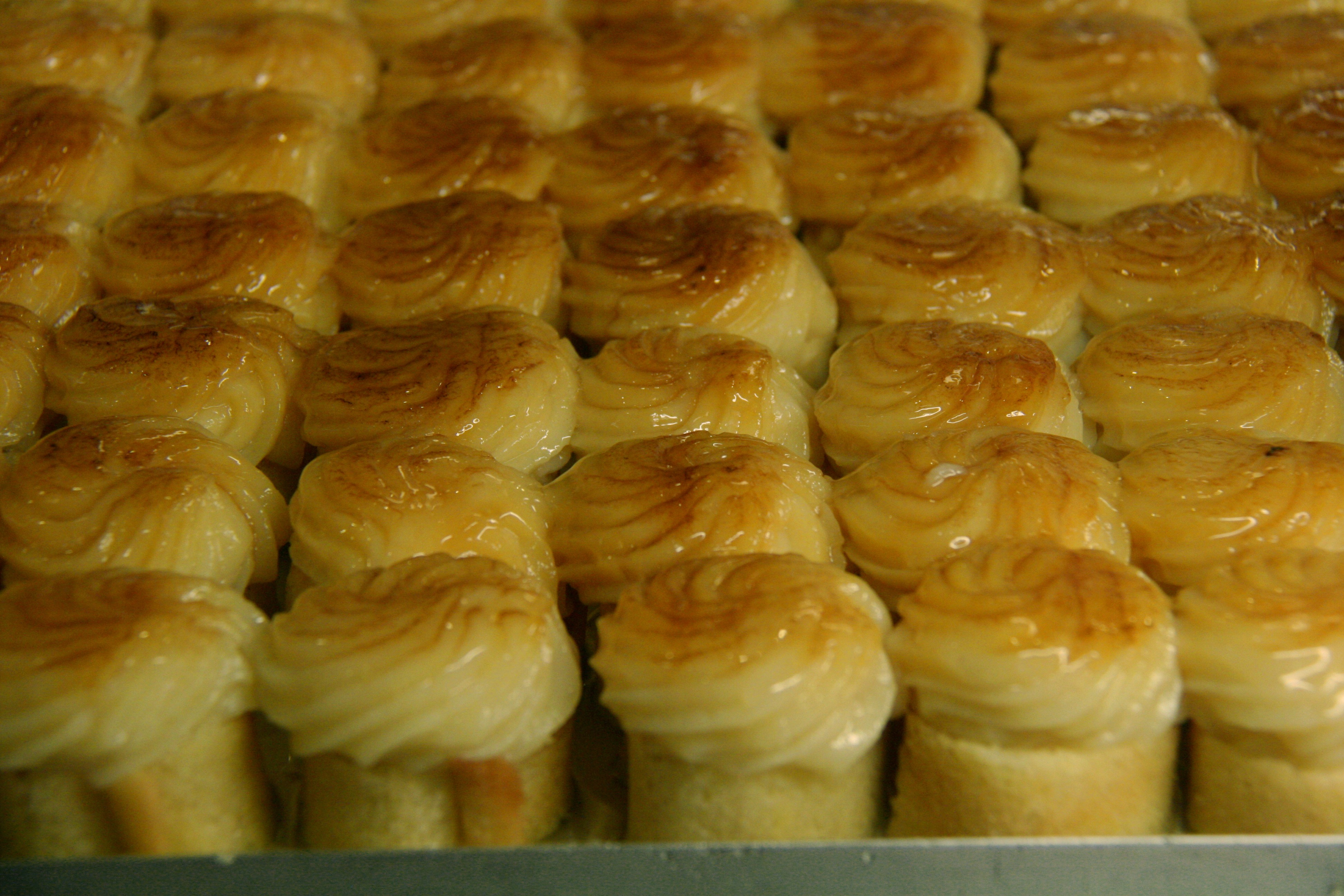
Piononos de Santa Fé

Pionono ist eine Bezeichnung für verschiedene kulinarische Spezialitäten, mit der Form von Röllchen.
In Puerto Rico werden Piononos aus längs in Streifen geschnittenen Kochbananen gerollt, die mit einer Hackfleischmasse gefüllt, mit einem Cocktailspießchen festgesteckt und anschließend frittiert werden.
In Spanien sind Piononos süße winzige Biskuitröllchen, die mit Sirup getränkt und einer Vanille-Creme dekoriert werden. „Piononos de Santa Fe“ sind traditionell in Granada. Die Legende sagt, dass der Name Pionono nach dem Papst Pio Nono benannt wurde. Möglicherweise liegt ihr Ursprung aber in der maurischen Küche Andalusiens.
In Südamerika werden Piononos ähnlich hergestellt, sind aber häufig herzhaft gefüllt, beispielsweise mit Geflügelsalat.